# Air Bud 2
Série Air Bud
Air Bud : Buddy star des paniers
(1997) Air Bud 3
Pour plus de détails, voir Fiche technique et Distribution.
Air Bud 2 ou Un toutou en or ou Tobby 2 : Receveur étoile au Québec (Air Bud : Golden Receiver) est un film américain sorti en 1998. 
C'est le deuxième film de la série inaugurée par Air Bud : Buddy star des paniers en 1997, mettant en vedette un Golden Retriever. Il s'agit de l'un des films de la franchise Air Bud dont les droits appartiennent à Air Bud Entertainment et non à The Walt Disney Company qui se charge seulement de sa distribution dans certains pays.

## Synopsis
La mère de Josh ayant un nouveau prétendant, le garçon libère maintenant ses frustrations dans l'équipe de football américain de son école. Bien entendu, Buddy (Tobby au Québec) viendra donner un coup de patte à l'équipe pour les aider à gagner.

## Distribution
- Kevin Zegers (VF : Donald Reignoux) : Josh Framm
- Cynthia Stevenson (VQ : Natalie Hamel-Roy) : Jackie Framm
- Gregory Harrison (VQ : Daniel Picard) : Patrick Sullivan
- Shayn Solberg : Tom Stewart
- Alyson MacLaren : Andrea Framm (3 ans)
- Tim Conway (VQ : Claude Préfontaine) : Fred Davis
- Dick Martin (VQ : Yves Massicotte) : Phil Phil
- Nora Dunn (VF: Isabelle Ganz; VQ : Johanne Léveillé) : Natalya
- Perry Anzilotti (VQ : Daniel Lesourd) : Popov
- Robert Costanzo (VQ : Benoit Rousseau) : entraîneur Fanelli
- Suzanne Ristic (VQ : Madeleine Arsenault) : directrice Salter
- Joey Galloway : lui-Même
- Warren Moon : lui-Même
- Alex Vlisides : directeur-adjoint Van Nostrane

## Production
Six chiens furent utilisés pour incarner Buddy dans le film. Cynthia Stevenson remplace Wendy Makkena dans le rôle de Jackie Framm.

## Box-office
Le film eut un succès modeste et, même s'il ne récolta pas autant d'argent que son prédécesseur, il engrangea quand même des bénéfices (environ 10 millions USD).